# Dobby (textil)

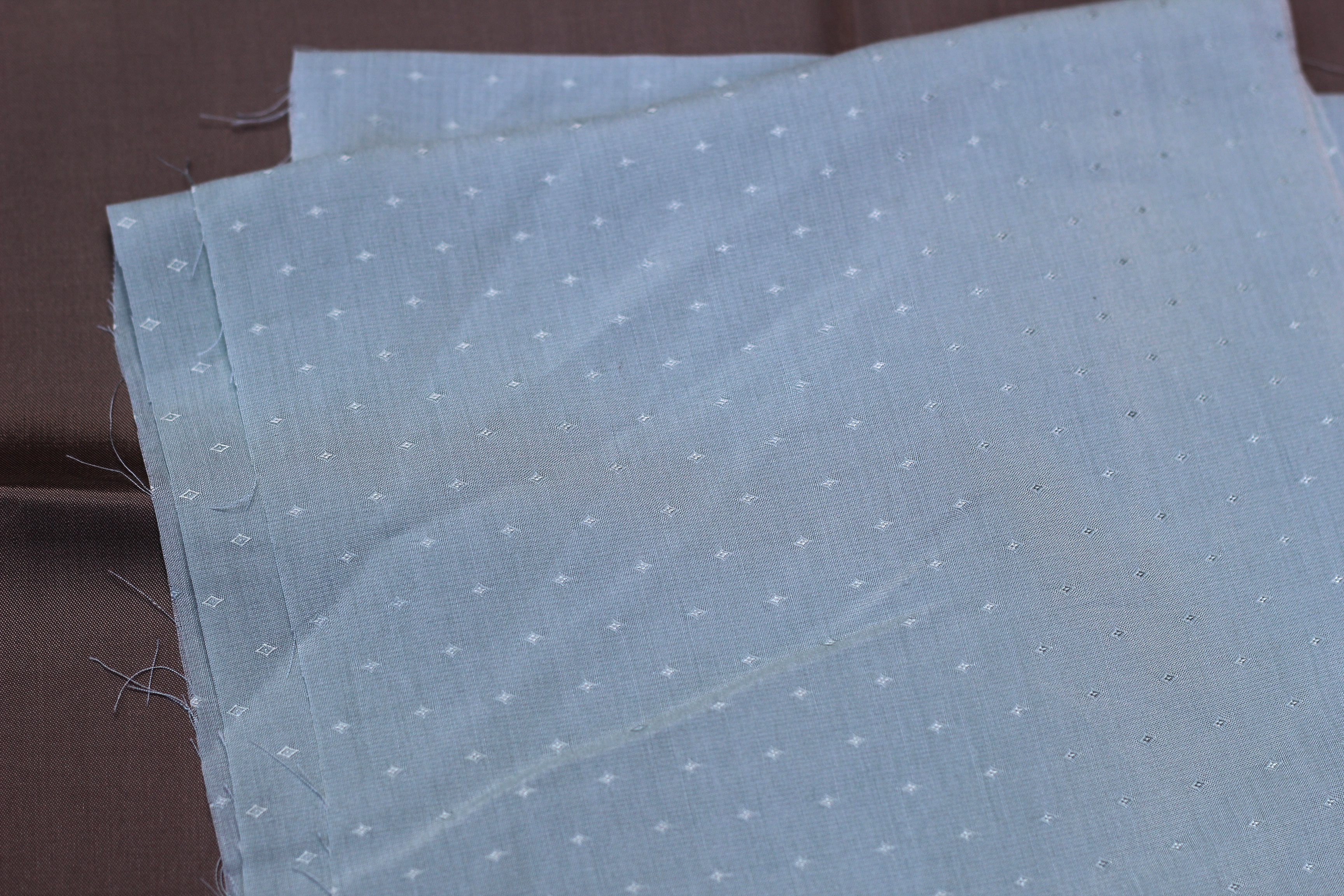
Dobbytyg.

Dobby är ett vävsätt med en komplex kombination av växlingar mellan olika bindningstekniker och växlingar mellan garn med olika tjocklek. Dobby är också namnet på det tyg som vävts med denna teknik.
På grund av avsiktliga växlingar i enskilda trådars spänning dras somliga av avigvarpens trådar upp på rätsidan så att en försänkt mönstring bildas. Tygets yta får på så sätt en speciell struktur (textur).